# Abraxas moniliata
Abraxas moniliata là một loài bướm đêm trong họ Geometridae.